# 舂米
舂米（しょうまい／つきしね／つきよね）とは、穎稲(えいとう、稲穂)を脱穀し、その穀(こく)を舂(つ)いて脱稃・籾摺りし籾穀(もみがら)を取り除き、米粒（玄米あるいは白米）としたものを指す。あるいはその作業のこと。

## 古代日本
かつては主として女性によって臼と竪杵（たてぎね）で行われたもので、『日本書紀』巻第十一によると、大和政権のもとで屯倉の設置と同時に舂米部（つきしねべ）が置かれている。穎稲1束より穀1斗、それを舂いて舂米5升が得られた。
令制で、中央官司の食料が多量に必要とされると、年料舂米(ねんりょうしょうまい)として田租(でんそ)の一部を舂いたもの、実際は正税の一部が定期的に京に進上され、大炊寮(おおいりょう)や内蔵寮(くらりょう)に納められた。天平期の正税帳では、すべてが出挙の利稲である穎稲から支出されている。『延喜式』によると、伊勢国・尾張国以下、22ヶ国が年料舂米貢進国とされ、これらは重貨である米の運送のことを考慮して、畿内を除く近国か、あるいは水運を利用できる海岸の国が指定されている。
9世紀になると、庸米の不足を補うべく、年料租舂米として田租が舂かれて京に進上されることが規定されている。